# Конвенто ди Сан Франческо (Салерно)
Конвенто ди Сан Франческо је насеље у Италији у округу Салерно, региону Кампанија.
Према процени из 2011. у насељу је живело 9 становника. Насеље се налази на надморској висини од 520 м.